# Фицджеральд, Джон Форстер
Сэр Джон Форстер Фицджеральд (англ. Sir John Forster FitzGerald; 1784 — 24 марта 1877, Тур, Франция) — британский фельдмаршал (1875) и депутат Палаты общин (с 1852), в молодые годы в чине майора принимавший участие в Наполеоновских войнах.

## Биография
Сын Эдварда Фицджеральда и его второй жены, которая была дочерью майора Томаса Бертона, Джон Фицджеральд вступил в Британскую армию в чине энсина. По происхождению ирландец.
31 октября 1800 года он был переведен в 46-й полк в чине капитана. В 1803 году был повышен до бревет-майора. Фицджеральд участвовал в  таких сражениях Пиренейской войны, как Осада Бадахоса (1812), Битва при Саламанке (1812), Битва при Витории (1813). 
С 1816 года служил в Гибралтаре, с 1818 года — в Канаде. В 1818 году стал губернатором провинции Квебек. В следующем году был повышен до бревет-полковника, и 12 августа 1819 года назначен губернатором Монреаля и занимал эту должность несколько лет. В дальнейшем вернулся в метрополию и продолжал постепенно повышаться по службе. 
В 1852 году стал членом Палаты общин Британского парламента от Либеральной партии. В 1862 году был награжден орденом Бани, в 1875 году произведён в фельдмаршала.  
24 марта 1877 года Джон Фицджеральд скончался во французском городе Тур. Хотя Фицджеральд был британским фельдмаршалом, гарнизон города оказал ему похоронные почести, предписанные воинским уставом для маршала Франции.

## Семья
В 1805 году Фицджеральд женился на Шарлотте Хейзен. В этом браке родились:
- Шарлотта Фицджеральд (1805—1853), которая вышла замуж за барона фон Энде.
- Энн Фицджеральд (ок. 1808—1882), вышла замуж за сэра Роберта Кита Арбутнота, 2-го баронета.
- Джон Форстер Фицджеральд (1820—1848), армейский капитан.

После смерти своей первой жены, Фицджеральд в 1839 году женился вторично — на Джин Огилви, которая родила ему сына — Уильяма Уолтера Фицджеральда.